# موجبیت‌گرایی
موجبیت‌گرایی، علیت‌باوری، جبرباوری یا دیترمینیسم (به انگلیسی: Determinism) یک نظریه فلسفی است که بر طبق آن هر رویدادی از جمله رفتارها و کنش‌های انسان، به صورت عِلّی (علت و معلول) بدست زنجیرهٔ پیوسته‌ای از رخدادهای پیشین به‌طور کامل تعیین شده است. به عبارت دیگر، بر اساس موجبیت‌گرایی، سیستم جهان دارای نظمی عِلّی و جبری می‌باشد که سرانجام آن تنها به یک نتیجه واحد منتهی خواهد شد. موجبیت‌گرایی متضاد عدم قطعیت (فلسفه) است.
سه موضع اصلی در بحث جبر و اختیار وجود دارد که عبارتند از جبرگرایی، سازگارگرایی و اختیارگرایی که در کنار تقدیرگرایی چهار دیدگاه کلی این بحث را تشکیل می‌دهند.

## فلسفه موجبیت‌گرایی
تصور غلط بسیار رایجی که در مورد موجبیت‌گرایی وجود دارد این است که بسیاری گمان می‌کنند موجبیت‌گرایی لزوماً گویای این است که بشر یا افراد هیچ تأثیری بر آینده و رویدادهای آینده ندارند. به این دیدگاه سرنوشت گرایی یا تقدیر گرایی (fatalism) گفته می‌شود. در حالی که جبر گرایان عقیده دارند که آدمی بر آینده و رویدادهای آینده تأثیر دارد، اما میزانِ تأثیر فرد، خود به رویدادهای گذشته و آینده بستگی دارد. به عبارت دقیق تر موجبیت‌گرایی سببی (عِلّی) به ایده‌های ماتریالیسم و علیت مربوط می‌شود. از فیلسوفانی که با این مسئله درگیر بوده‌اند می‌توان به کارل مارکس، فویرباخ، گئورگی پلخانف، ولادیمیر لنین، لوئی آلتوسر، آلن بدیو، آنتونیو گرامشی، فریدریش انگلس، ابن عربی، توماس هابز، اسپینوزا، لایب نیتس، دیوید هیوم، کانت، و اخیراً جان سیرله، تد هاندریخ، محمد رفعتی و دانیل دنت اشاره کرد. طبق موجبیت‌گرایی مکانیستی هر رویدادی حلقه‌ای از یک زنجیرهٔ پیوسته و ناگسستنی از رویدادهای پیشین است در حالی که مدل احتمالی یا انتخابی شرایط را این چنین در نظر نمی‌گیرد.

## ماهیت موجبیت‌گرایی
معنی دقیق واژهٔ موجبیت‌گرایی در طول تاریخ به شکل‌های مختلفی شرح و تفسیر شده است. برخی که به آن‌ها «ناسازگاران» گفته می‌شود به جبرگرایی و ارادهٔ آزاد به عنوان دو پدیدهٔ ناسازگار نگاه می‌کنند. به دیدگاهی که به وجود چیزی به نام ارادهٔ آزاد اعتقاد ندارند و آن را تنها یک توهم می‌دانند اصطلاحاً جبرگرایی سخت گفته می‌شود. برخی دیگر که به آن‌ها سازگاران یا جبرگراهای نرم گفته می‌شود عقیده دارند که این دو ایده را می‌توان با یکدیگر مربوط ساخت و ارادهٔ آزاد و جبرگرایی منافاتی با یکدیگر ندارند. به ناسازگارانی که وجود ارادهٔ آزاد را می‌پذیرند اما جبرگرایی به کلی رد می‌کنند، طرفدارانِ آزادی اراده گفته می‌شود که البته نباید با تعاریف سیاسیِ آن اشتباه گرفته شود. بیشتر اختلاف نظرها به این دلیل است که تعریف واژهٔ «ارادهٔ آزاد» همانند واژهٔ «جبرگرایی» مبهم و متغیر است. برخی گمان می‌کنند که ارادهٔ آزاد مربوط به یک حقیقت متافیزیکی از وساطت مستقل می‌شود، در حالی که از نظر برخی دیگر ارادهٔ آزاد تنها به عنوان یک حس وساطت در نظر گرفته می‌شود که انسان‌ها در حین عمل تجربه می‌کنند. برای مثال هیوم عنوان می‌کند که تا زمانی که امکان دارد یک فرد به‌طور آزادانه به دسته‌ای از تمایلات و عقاید نرسد، تنها تعبیر معنادار از آزادی مربوط می‌شود به توانایی یک فرد در ترجمهٔ تمایلات و باورها به اعمال اختیاری.

### تنوع موجبیت‌گرایی
جبرگرایی سببی یا وابسته به قانون یا عِلّی فرضیه ایست که بر مبنای آن رویدادهای آینده از طریق ترکیب رویدادهای گذشته و حال با قوانین طبیعت مستلزم و بایسته می‌شود. این چنین موجبیت‌گرایی را می‌توان در تجربه‌های فکری دیو لاپلاس دید. یک وجود را در نظر بگیرید که از تمامی حقایق گذشته و حال و تمامی قوانین طبیعی که هستی را هدایت می‌کند با خبر است. این چنین وجودی ممکن است تحت شرایط معینی قادر باشد تا از این دانش برای پیش‌بینی آینده، حتی تا کوچک‌ترین جزئیات استفاده کند. موجبیت‌گرایی جزمی لاپلاس (از نظر استیون هاوکین) اصولاً به عنوان موجبیت‌گرایی علمی در نظر گرفته می‌شود. بر مبنای این فرض بنا شده است که تمامی رویدادها دارای علت و اثر می‌باشند و ترکیب دقیقی از رویدادها در یک زمان خاص باعث تولید یک نتیجهٔ خاص می‌شود. این موجبیت‌گرایی علی رابطهٔ مستقیمی با پیش‌بینی‌پذیری دارد. پیش‌بینی‌پذیری بی عیب و نقص به‌طور کامل بر موجبیت‌گرایی دلالت دارد. اما نبود پیش‌بینی‌پذیری لزوماً به معنای نبود موجبیت‌گرایی نیست. (به عبارت دیگر می‌توان جبرگرا بود اما توانایی پیش‌بینی نداشت). عدم توانایی پیش‌بینی می‌تواند به علل نظیر کمبود اطلاعات، پیچیدگی بیش از حد و غیره مربوط باشد. برای مثال بمبی را در نظر بگیرید که در حال فرود آمدن بر روی زمین می‌باشد. با استفاده از ریاضیات می‌توانیم زمانی که بمب به زمین می‌رسد را محاسبه کنیم. همچنین با استفاده از رویدادهای گذشته می‌دانیم که با منفجر شدن بمب چه اتفاقی خواهد افتاد.
موجبیت‌گرایی منطقی نوعی از موجبیت‌گرایی است که بر طبق آن همهٔ قضایا خواه مربوط به گذشته باشند یا حال یا آینده هم غلط و هم درست هستند. مسئلهٔ ارادهٔ آزاد در این دیدگاه، اینست که چگونه انتخاب‌ها می‌توانند آزادانه باشند، آنچه که فرد در آینده انجام خواهد داد از قبل به عنوان درست یا غلط در حال حاضر تعیین شده است.
علاوه بر این‌ها موجبیت‌گرایی محیطی نیز وجود دارد که به آن جبر جغرافیایی یا آب و هوایی نیز گفته می‌شود که بر طبق آن محیط طبیعی بیشتر از محیط اجتماعی تعیین‌کنندهٔ فرهنگ می‌باشد. کسانی که به این نوع موجبیت‌گرایی عقیده دارند عنوان می‌کنند که بشر به شدت توسط محرک – پاسخ (رفتار محیطی) محدود شده است و هیچ گونه توانایی برای انحراف از آن ندارد. طرفداران کلیدی این دیدگاه عبارت‌اند از الن چرچیل سمپل، السورت هانتینگتون، توماس گریفیت تایلر و تا اندازه‌ای جیرد دیاموند (هر چند که بر سر اینکه او یک موجبیت‌گرایی محیطی هست یا نه اختلافاتی وجود دارد).
موجبیت‌گرایی زیستی دیدگاهِ دیگری ست که بر مبنای آن تمامی رفتارها، عقاید و تمایلات از طریق ژنتیک فرد تعیین و ثابت شده است. علاوه بر این‌ها، انواع دیگری از موجبیت‌گرایی نیز وجود دارد که از بین آن‌ها می‌توان به موجبیت‌گرایی فرهنگی، موجبیت‌گرایی روانشناختی اشاره کرد. ترکیب و تلفیق دیدگاه‌های موجبیت‌گرایی نیز متداول است؛ مثلاً موجبیت‌گرایی زیستی – محیطی.
موجبیت‌گرایی الهی نوع دیگری از موجبیت‌گرایی است که طبق آن خدایی وجود دارد که تمامی آنچه انسان انجام می‌دهد را تعیین می‌کند. هم از طریق دانستن اعمال انسان‌ها از پیش توسط شکل‌هایی از علم لایتناهی و هم از طریق فرمان دادن بر اعمال انسان‌ها از قبل. مسئله ارادهٔ آزاد از این دیدگاه به این شکل مطرح می‌شود که چگونه اعمال ما می‌تواند آزادانه باشد در حالی که خدایی وجود دارد که آن اعمال را پیش از ما تعیین کرده است.
ن. فخر جبر را از منظر علیت به سه نوع تقسیم می‌کند تا نشان دهد در صورت باور به هر شکلی از علیت یا عدم باور به علیت، چاره‌ای جز پذیرش جبر نیست:
1. جبر تقدیری: باور به خلقت الهی بی‌ضابطه و قانون مشخص که طبق خواستهٔ خدا یا خدایان باشد به باور به جبر تقدیری منتهی می‌شود. در جبرِ تقدیری، همه چیز در دست نیروی آسمانیست و خواست نیروی آسمانی هم «قابل پیش‌بینی نیست». آنچه مقدر شده، تنها در علم الهیست. در این دیدگاه، قانون و ضابطهٔ مشخصی بین پدیده‌ها وجود ندارد و همه چیز در دست خدایان یا نیروهای آسمانیست. اگر کسی بخواهد تقدیرش را عوض کند، باید دست به دامان همان آسمان شود. اگر همهٔ شرایطِ حالِ حاضر را بدانیم، بازهم نمی‌توانیم پیش‌بینی کنیم فردا یک غنچه باز خواهد شد یا نه، زیرا نمی‌دانیم ارادهٔ خدا به باز شدنِ آن تعلق گرفته یا نه.
2. جبر دیترمینیستی یا تعیّنی: باور به خلقت الهی ضابطه مند یا باور به وجود رابطهٔ علّی بین پدیده‌ها به باور به جبر تعینی منتهی می‌شود. در جبر دیترمینیستی، تلاش ما بخشی از زنجیرهٔ پدیده‌هاست و آنچه روی خواهد داد، می‌تواند به میل، اراده و عملِ ما هم مرتبط باشد، اما میل و اراده و عمل ما از ازل تعیّن یافته است.
3. جبر شبه تقدیری: باور به نبود رابطهٔ علی بین پدیده‌ها، آنچنان‌که در سطح کوانتومی به نظر می‌رسد چنین باشد، یا نبود علیت و در نتیجه، خلق‌الساعه بودن پدیده‌ها، به باور به جبر شبه تقدیری منتهی می‌شود. اینکه آیا از پیش معلوم است ما چه میل خواهیم کرد و چه اراده خواهیم نمود، یکی از دستاوردهای مهمی بود که بعضی فلاسفه به یافته‌های علم فیزیک نسبت می‌دادند. آن‌ها ذهن و مغز ما را هم، مادی و مشمول قوانین فیزیک می‌دانستند و تأکید زیادی روی آن داشتند.

از طرفی، طرفدارانِ آزادی اختیار نیز فکر می‌کردند که اگر به شکلی نشان دهند امکان دارد در سطح فرایندهای مغزی و ذهنی، خللی در دیترمینیسم باشد، موفق به بازگشت به آزادی اراده می‌شوند.
با یافته‌های تئوری کوانتوم و راهیابیِ اتفاق و تصادف در رویدادهای کوانتومی، تصور می‌شد که خلل مهمی در دیترمینیسم پدید آمده است و اگر این رویدادهای کوانتومی، در شکل‌گیریِ ارادهٔ ما دخیل باشند، دیگر نمی‌توان گفت ارادهٔ ما از ازل معلوم است؛ و این را راهی برای بازگشت به ارادهٔ آزاد می‌دانستند؛ اراده‌ای که قابل پیش‌بینی نباشد. اما با فرض اینکه تصادف و احتمال، ذاتاً وارد رویدادهای کوانتومی شود و دیترمینیسم در سطح کوانتومی فرو بریزد، باید قبول کرد که پدیدهٔ شمارهٔ یک نیست که علت پدیدهٔ شمارهٔ دو می‌شود؛ بلکه پدیده‌ها، رابطهٔ عِلّی ندارند و ضابطهٔ دقیقی در سطح کوانتومی برقرار نیست. این یعنی اگر قرار باشد همچنان از حضور واجب الوجود یا خدا برای توضیح چنین وضعیتی استفاده کنیم، مجبوریم قبول کنیم که خدا یا واجب الوجود، تنها عنوانِ «سرسلسلهٔ علت‌ها» را یدک نمی‌کشد، بلکه علاوه بر سرسلسله بودن، باید همچون یک انیمیشن‌ساز، خودش هرلحظه دست به کار شود و رأساً تصمیم بگیرد که رویدادها را ایجاد کند؛ یعنی واجب الوجود است که باید تصمیم بگیرد، هربار و در هرلحظه، الکترون را کجا خلق کند. البته چندان هم دستش باز نیست؛ یعنی گرچه در مورد هر تک الکترون می‌تواند هر تصمیمی بگیرد و آن را هرجا که خواست خلق کند، اما درمجموع باید به گونه‌ای دربارهٔ تعداد زیادی از الکترون‌ها تصمیم بگیرد، که انحرافی از معادلهٔ موج شرودینگر نداشته باشد و برآیندِ قرارگیریِ الکترون‌ها و ذرات بنیادینِ دیگر به گونه‌ای از آب درآید که در سطوحِ بالاتر از سطوح کوانتومی، همه چیز دیترمینیستی و ضابطه‌مند و قابل پیش‌بینی به نظر آید.
جُستنِ راهِ حل از دنیای کوانتومی، نه تنها منجر به اختیارِ همراه با مسئولیت نمی‌شود، بلکه منجر به شکلی لجام گسیخته از جبر تقدیری می‌شود که اگر انیمیشن‌ساز را هم حذف کنیم، می‌توانیم نامش را «جبرِ شبهِ تقدیری» بگذاریم. جبر شبه‌تقدیری از این نظر که در آن نمی‌توان آینده را پیش‌بینی کرد، شبیه جبر تقدیریست و از این نظر که واجب‌الوجود یا خدا هم نمی‌تواند بداند چه چیز سر از عدم برخواهد آورد، با جبر تقدیری متفاوت است. در این نوع از جبر، هیچ چیز، قابل پیش‌بینی نیست و همه چیز نه تنها از دست ما خارج است، بلکه حتی از دستِ واجب الوجود هم خارج است.

### موجبیت‌گرایی در سنت شرق
این ایده که عالم یک سیستم جبری می‌باشد هم در مذهب، فلسفه و ادبیات شرقی و هم غیر شرقی دیده می‌شود. جبر گرایی به خوبی در «اصل وابسته» آیین بودا که عنوان می‌کند هر پدیده‌ای مشروط و وابسته است به پدیده‌هایی غیر از خودش. دیده می‌شود. یک داستان آموزندهٔ رایج به نام نت ایندرا این مسئله را به شکل استعاره بیان می‌کند. یک تالار سخنرانی بسیار وسیع به وسیلهٔ آیینه‌ها یا شیشه‌هایی که توسط طناب‌هایی با طول‌های مختلف از نقاط مختلفی از سقف آویزان شده‌اند تزئین شده است. یک نقطهٔ نورانی کافی ست تا تمامی صحنه را روشن کند از آنجاییکه نور از یک حباب‌های آویزان به حباب آویزان دیگر شکسته و منتقل می‌شود. هر حباب به حباب دیگر نور می‌دهد. به همین شکل هر یک از ما توسط همهٔ چیزهای موجود در عالم اصطلاحاً نورانی می‌شویم. در آیین بودا از این آموزه استفاده می‌شود تا نشان داده شود که نسبت دادن هر گونه ارزش ویژه چیزی به معنی نادیده گرفتن وابستگی متقابل بین آن چیز با تمامی چیزهای دیگرست بیشتر از آنکه یک جهان مکانیکی تعیین‌کنندهٔ اراده یی باشد که انسان‌ها تصور می‌کنند خودشان در حال شکل‌دهی به آن هستند، این اراده‌های تمام مخلوقات دارای ادراک است که واقعیتی که به نظر می‌رسد و ما خود را در آن به عنوان یک موجود زنده درک می‌کنیم را تعیین می‌کند. در داستان ایندرا نت نوری که در طول صحنه از حبابی به حباب دیگر ساطح می‌شود استعاره‌ای از کارما (karma) می‌باشد. (به خاطر داشته باشید که در غرب، این واژه اغلب در رابطه با مفهوم نتیجهٔ اعمال خوب و بد گذشته است بکار می‌رود.
واژهٔ کارما در متن‌های شرقی به یک عمل یا به‌طور دقیق تر یک عمل از روی قصد گفته می‌شود. در آیین بودا عقیده بر اینست که هر کارما (هر عمل اختیاری) یک پیامدِ کارمیک در برخواهد داشت و در جایی دیگر یک اثر ایجاد خواهد کرد و این اعمالِ ارادی عالم را به پیش می‌برد. نتیجهٔ این نوع نگرش اغلب با انتظارات معمول ما در تعارض است. یک جریان متغیر از احتمالات برای آینده در بطن نظریه‌هایی که به همراه آی چینگ وجود دارد. احتمالات در مرکز چیزها و انسان وجود دارد. یک نوع ارادهٔ الهی قوانین بنیادی برای صورت دهی به احتمالات موجود در عالم را نظم و ترتیب می‌دهد و اراده‌های انسان‌ها همواره عاملی ست که از آن طریق انسان‌ها می‌توانند با موقعیت‌های جهان واقعی دست و پنجه نرم کنند. چنانچه یک فرد در زندگی با یک طوفان عظیم هم روبرو گردد، او حتی در آن موقعیت هم هنوز تعدادی انتخاب دارد. یک فرد ممکن است تسلیم شود. دیگری ممکن است مبارزه و در نهایت بقا را انتخاب کند. طرز فکر یی جینگ بیشتر ازآنکه به فیزیک کلاسیک شبیه باشد نزدیک به فیزیک کوانتوم است. همچنین با ایده‌های اراده گرا یا اگزیستانسیالیست مبنی بر در نظر گرفتن زندگی فرد به عنوان یک نقشه هم سویی دارد. پیروان فیلسوفی به نام موزی Mozi کشف‌های زودهنگامی در فیزیک نور و دیگر شاخه‌های فیزیک صورت دادند. این کشف‌هایی با ایده‌های جبر گرایانه هم‌خوانی داشت.
فقط داشتن بی‌تفاوتی کامل می‌تواند مانع تشکیل روابط کارمیک شود. هر گونه علاقه و سلیقه رابطه‌ای کارمیک پدیدمی‌آورد.

## موجبیت‌گرایی ساختاری
موجبیت‌گرایی ساختاری این دیدگاه فلسفی است که کنش‌ها، رخدادها، و فرایندها مبتنی بر عوامل ساختاری اند و توسط آنها تعیین می‌شوند. در هر ساختار یا مجموعه اجزای قابل تخمین معین، این مفهوم بر پیشامدهای عقلانی و قابل پیش‌بینی تأکید می‌کند. اومبرتو ماتورانا و فرانسیسکو وارلا این فکر را رایج کردند، و نوشتند که نظم کلی یک سیستم زنده از طریق یک فرایند دایروی ارجاع به خود در جریان حفظ می‌شود، و بنابراین سازمان و ساختار آن تعریف کننده تغییری است که دچار آن می‌شود. بنا بر نویسندگان، یک سیستم می‌تواند دچار تغییر حالت (تغییر ساختار بدون از دست دادن هویت) یا از هم پاشیدگی (تغییر ساختار با از دست دادن هویت) شود. چنین تغییرات یا از هم پاشیدگی‌هایی از طریق اجزای عامل آشفتگی محقق نمی‌شود زیرا هر آشفتگی تنها پاسخهایی را در سیستم متناظر موجب می‌شود، که خود بر اساس ساختار خود هر سیستم تعیین می‌شود.
در سطح فردگرایانه، این بدان معناست که بشر آزاد و مستقل بر اساس محرک‌های بیرونی یا تغییر در شرایط به واکنش انگیخته می‌شوند. به هر روی، حالت درونی خودشان و ظرفیت‌های فیزیکی و ذهنی موجود پاسخشان را به این محرک‌ها تعیین می‌کند. جبرگرایان ساختاری در سطح گسترده‌تر در جامعه معتقدند که مسایل بزرگتر در جامعه-مخصوصاً آنها که به اقلیت‌ها و جوامع در قید و بند مرتبطند- غالباً از طریق شرایط ساختاری موجود، ارزیابی می‌شوند، تغییر شرایط موجود را دشوار و گاه به کل ناممکن می‌کنند. برای مثال، این مفهوم به سیاست نژاد در ایالات متحده آمریکا و دیگر کشورهای غربی بریتانیا و [استرالیا]] اعمال شده و جبرگرایان ساختاری از عوامل ساختاری به خاطر رواج نژادپرستی در این کشورها شکایت می‌کنند. افزون بر این، مارکسیست‌ها هم مکتوبات کارل مارکس را در کنتکست جبرگرایی ساختاری ایده پردازی کرده‌اند. برای مثال لوئی آلتوسر، از مارکسیست‌های ساختارگرا، استدلال می‌کند که دولت، در ساختارهای سیاسی، اقتصادی، و حقوقی به نوبه خود گفتمان سرمایه‌داری بازتولید می‌کند، و به ساختارهای سرمایه دارانه اجازه نشو و نما می‌دهد.
حامیان این اندیشه بر مفیدبودن جبرگرایی ساختاری برای مطالعه مسایل پیچیده مرتبط با نژاد و جنسیت تأکید می‌کنند، چنان‌که این اندیشه غالباً شرایط ساختاری مستحکم اغلب تغییر معنادار را سد می‌کنند. منتقدان آن را بیش از حد صلب، تقلیل گرا و انعطاف‌ناپذیر می‌خوانند. علاوه بر این آنها از این اندیشه بابت تأکید بیش از حد بر نیروهای جبرگرایانه نظیر ساختار به جای مختاریت انسان و قابلیت کنش افراد انتقاد می‌کنند. این منتقدان استدلال می‌کنند که سیاستمداران، دانشگاهیان و کنشگران اجتماعی از قابلیت ایجاد تغییر شایان توجه با وجود شرایط ساختاری شدید برخوردارند.

## در ادبیات فارسی
مولانا می‌گوید:
ما همه شیران ولی شیر عَلَم
حمله‌مان از باد باشد دم بدم
حمله‌مان از باد و ناپیداست باد
جان فدای آنکه ناپیداست باد
ما که ایم اندر جهان پیچ‌پیچ
چون الف از خود چه دارد هیچ هیچ
در مثنوی و سایر آثار مولانا و شاعران عارف
این‌گونه ابیات با ابیات پیشین در باب اختیار
ظاهراً با هم در تضادند
و ممکن است شخص حیران ماند
که بالاخره کدام یک از جبر یا اختیار حقیقت حال ماست.
پاسخ مولانا و جمله بزرگان ایرانیان این است؛ که جبر و اختیار هیچ‌یک حقیقت حال ما نیست
از یک سو ما احساس اختیار می‌کنیم
و نمی‌توانیم منکر احساس خود شویم
از طرف دیگر می‌دانیم که هر چه رخ می‌دهد علتی دارد
و آن علت را نیز علتی است.
تا می‌رسد به علت اول که آن خداست.
برای رهایی از این تضاد و حیرت،
حکمت این است که ما در روابط با یکدیگر
خود و دیگران را مختار و مسئول دانیم
و بر مبنای آن عمل کنیم
اما در عین حال در عالم ادراک آگاه باشیم
که نه ما و نه دیگران هیچ‌یک به استقلال فاعل عمل نیستیم
بلکه ما مسخر فرمان الهی هستیم
که به اختیار خود کاری را انجام دهیم؛
بدین نگاه دل‌های ما با خلق صاف و بی کدورت خواهد ماند
زیرا هیچ‌کس را در درون ملامت نمی‌کنیم
چرا که همه سخره فرمان حقند
اما در عالم نسبت‌ها در روابط اجتماعی و اخلاقی
مصلحت همگان در این است؛ که خود و دیگران همه را مختار و مسئول دانیم.